# Randy Wittman
Randy Scott Wittman (Indianapolis, 28 ottobre 1959) è un ex cestista e allenatore di pallacanestro statunitense, professionista nella NBA.
Anche suo figlio Ryan è stato un cestista, visto in Italia in forza alla Fulgor Libertas Forlì.

## Carriera
Venne selezionato dai Washington Bullets al primo giro del Draft NBA 1983 (22ª scelta assoluta).

## Palmarès

### Giocatore
- Campione NIT (1979)
- Campione NCAA (1981)